# Маската на Зоро
„Маската на Зоро“ (на английски: The Mask of Zorro) е американски филм от 1998 г. на американския кинорежисьор Мартин Кемпбъл. Главната мъжка роля на Алехандро/Зоро се изпълнява от испанския киноартист Антонио Бандерас. Главната женска роля на Елена се изпълнява от уелската киноактриса Катрин Зита-Джоунс. В ролята на Дон Диего де ла Вега участва американският киноартист Антъни Хопкинс.

## Сюжет
Началото на 19 век. Дон Диего де ла Вега защитава мексиканците от провинция Калифорнии от тиранията на господарите като се представя с името Зоро. По нареждане на шефа на полицията без доказателства той е хвърлен зад решетките, съпругата му Есперанса е убита, а дъщеря му Елена е отвлечена и отгледана от най-големия му враг Рафаел Монтеро. След 20 години Дон Диего избягва от затвора. Взема под своята опека младият Алехандро, обучава го и Алехандро става новият Зоро. След това той се жени за дъщерята на Дон Диего и се ражда синът им Хоакин.

## Дублажи
| Озвучаващи артисти | Елена Русалиева Борис Чернев |

| Озвучаващи артисти  | Ани Василева Силви Стоицов Георги Георгиев-Гого Христо Узунов Николай Николов |
| Преводач            | Христо Христов                                                                |
| Тонрежисьор         | Стефан Дучев                                                                  |
| Режисьор на дублажа | Димитър Кръстев                                                               |

| Озвучаващи артисти  | Ани Василева Силви Стоицов Стефан Димитриев Христо Узунов Симеон Владов |
| Преводач            | Христо Христов                                                          |
| Тонрежисьор         | Радослав Колев                                                          |
| Режисьор на дублажа | Радослав Рачев                                                          |